# Świątniki (powiat jędrzejowski)
Świątniki – wieś w Polsce, położona w województwie świętokrzyskim, w powiecie jędrzejowskim, w gminie Wodzisław.
| SIMC    | Nazwa    | Rodzaj    |
| ------- | -------- | --------- |
| 0279657 | Zabłocie | część wsi |
| 0279663 | Zagóra   | osada     |

W 1595 roku wieś położona w powiecie ksiąskim województwa krakowskiego była własnością łowczego sandomierskiego Hieronima Lanckorońskiego. W latach 1975–1998 miejscowość należała administracyjnie do województwa kieleckiego.